# Rebecca Martin (Autorin)
Rebecca Martin (* 1990 in Berlin) ist eine deutsche Schriftstellerin und Drehbuchautorin. Bekannt wurde sie ab 2008 mit Coming-of-Age-Romanen wie Frühling und so, Und alle so yeah! und Nacktschnecken. Später machte sie sich als Drehbuchautorin einen Namen und war Ko-Autorin einer Staffel der Fernsehserie Charité.

## Leben

### Ausbildung
Die Eltern von Rebecca Martin stammen aus England bzw. Australien und zogen in den 1980er Jahren nach Berlin. Sie wurde dort 1990 geboren und wuchs im Künstlerviertel Kreuzberg auf. Als Jugendliche spielte sie in Nebenrollen in Fernsehproduktionen wie Guten Morgen Herr Grothe mit. 2009 machte sie ihr Abitur an der Freien Waldorfschule Kreuzberg.
2011 bis 2012 absolvierte sie eine einjährige Ausbildung zur Werbetexterin an der Hamburg School of Ideas (Texterschmiede Hamburg) und arbeitete im Anschluss einige Monate in diesem Beruf.

### Drehbucharbeit
2013 begann sie ihr Drehbuchstudium an der Filmhochschule Berlin (DFFB), das sie 2017 mit dem Diplom abschloss. Parallel zu ihrem Studium in Deutschland begann sie Anfang 2016 ein Masterstudium in Screenwriting an der National Film and TV School (NFTS) in Beaconsfield bei London, den sie 2018 abschloss. Während ihres Studiums erhielt sie ein Jahresstipendium für Film des Deutschen Akademischen Austauschdienstes (DAAD) und schrieb drei Kurzfilme zusammen mit der deutsch-russischen Regisseurin Alexandra Brodski, die auf verschiedenen Festivals weltweit gezeigt wurden. So feierte ihr Abschlussfilm Rooftop Refugee 2019 auf dem Edinburgh International Film Festival Premiere und gewann 2020 auf dem Bundesfestival junger Film den Nachhaltigkeitspreis.
Sie war verantwortlich für die Dialoge von Ich bin Sophie Scholl, des Instagram-Projekts von SWR und BR. Das Projekt wurde 2021 anlässlich des 100. Geburtstags der deutschen Widerstandskämpferin Sophie Scholl veröffentlicht. Die Rolle der Sophie Scholl übernahm die Schauspielerin Luna Wedler.

#### Arbeit an Fernsehserien
2019 war sie Teil des Writer’s Rooms der TV-Serie Children of Mars, für deren Regie Christian Schwochow vorgesehen war. Sie war Mit-Initiatorin und -Autorin (mit Tanja Bubbel) der 4. Staffel der deutschen TV-Serie Charité, die 2024 bei Arte und ARD ausgestrahlt wurde. Im Frühling 2023 war sie Teilnehmerin von Eureka Series, eines Programms im Rahmen des Series Mania-Instituts.
Martin war Teil des Writer's Rooms sowie Autorin einer Episode der TV-Serie Fräulein Simillas Gespür für Schnee, produziert von Constantin Film für ARD und Netflix, die 2025 erscheinen wird. Die Serie ist eine Adaption des gleichnamigen Romans des dänischen Autors Peter Høegs. Die Regie übernahm Amma Asante, in den Hauptrollen sind Elyas M’Barek, die dänische Schauspielerin Filippa Coster–Waldau sowie der Brite Henry Lloyd–Hughes zu sehen.

### Diverses
Rebecca Martin ist die Urenkelin von Carl Ebert und Enkelin von Peter Ebert. Sie hat die britische und australische Staatsbürgerschaft.
2023 war sie Teilnehmerin der Talent Academy im Rahmen des Zurich Film Festivals.

## Werke
- 2008: Frühling und so, Schwarzkopf & Schwarzkopf Verlag, 315 Seiten, ISBN 978-3-89602-547-0
- 2010: Oskar weint in Schräg gegens Licht, Brandes & Apsel, 140 Seiten, ISBN 978-3-86099-623-2
- 2012: Und alle so yeah!, DuMont Buchverlag, 190 Seiten, ISBN 978-3-8321-6210-8
- 2015: Nacktschnecken, DuMont Buchverlag, 368 Seiten, ISBN 978-3-8321-6320-4
- 2017: Ziehe einen Kranich, BELLA triste 48 Sonderausgabe

## Filmografie
- 2015: Abgestempelt: Filip (Akademieserie)
- 2016: Russian Peroshki (Kurzfilm)
- 2017: Nina (Kurzfilm)
- 2017: Tilda and Laila (Kurzfilm)
- 2018: Rooftop Refugee (Kurzfilm)
- 2018: Soup of the Day
- 2019: Children of Mars (TV-Serie)
- 2020: Angstblüte
- 2021: Ich bin Sophie Scholl (Instagram-Projekt)
- 2021: Charité, 4. Staffel (TV-Serie)